# Annika Lapintie
Annika Anita Lapintie, född Hiltunen 18 mars 1955 i Åbo, är en finländsk politiker (Vänsterförbundet). Hon var ledamot av Finlands riksdag mellan 1995 och 2019. Lapintie är vicehäradshövding.
Lapintie blev omvald i riksdagsvalet 2015 med 5 027 röster från Egentliga Finlands valkrets.